# Giuseppe Ambrogetti
Giuseppe Ambrogetti, né en 1780 et mort après 1838, est un chanteur d'opéra italien du type basso buffo. 

## Biographie
Giuseppe Ambrogetti naît en 1780.
Il est un excellent buffo. Sa première représentation a lieu en 1807; ses débuts à Paris ont lieu en 1815 dans Don Giovanni. Il fait ses débuts à l'opéra de Londres en 1817, où il connaît un grand succès. Sa voix est une basse sans grande puissance, mais il est un excellent acteur, avec une veine naturelle d'humour, bien que souvent mise dans des personnages qui ne lui conviennent pas en tant que chanteur. Il joue cependant très bien, et d'une manière trop horriblement fidèle à la nature, le rôle du père fou dans l'opéra Agnese de Ferdinando Paër, tandis que le rôle de la fille est chantée par Violante Camporesi (it). Il y reste jusqu'à la fin de la saison de 1821, où son salaire s'élève à 400 £. Il épouse la chanteuse Teresa Strinasacchi. La date de sa mort n'est pas connue. Il serait devenu moine en France; mais en 1838, il est en Irlande, après quoi on n'entend plus parler de lui. 